# 褒め
褒め（ほめ。英: Praise）あるいは賞讚・称讚とは、社会関係の相互作用の一形式であり、肯定的な評価、励まし、感歎の念などを伝えることである。これは言葉だけでなく、ボディーランゲージ（表情や身振り）によっても伝えられる。

## 概略
言葉による褒めには、他者の行動や特質に対する肯定的な評価が含まれているが、それが受け手に対して不安を与える可能性もある。
社会的な操作としては、褒めとは表彰であり奨励であり、古典的条件づけとして、その後の行動を強化する。個人に対する社会的影響は多くの要素によって変化する。例えば、どういう状況で伝えられたのかという文脈や背景、受け取った側の性格や解釈の仕方などである。
褒めるに際して、金銭的・物質的な報酬を追加することは、褒めの効果を（良い方にも悪い方にも）変えることが予想される。調査によれば、褒めるタイミングや回数も、効果に大きな影響を与える。

## 影響を及ぼす要素

### 年齢
「褒めて伸ばす」という言葉があるが、子供の成績ややる気に関しては、称讚の影響は年齢によって変化する可能性がある。
多少の証拠は発見されているが、称讚の影響が成長につれてどう変わるかの研究は少ない。
Henderlong CorpusとLepperによれば、個人として褒める（過程を褒めるのでなく）は小学4年・5年生の女児にはやる気に悪影響を与えるが、未就学児の場合には個人・過程・結果の3種類の褒め方どれについても同じようにやる気に好影響を与えたとした。また、Henderlongによる別の研究では、年長の子供には過程を褒めることは失敗後のやる気を高める上で個人として褒めるよりも効果的だった。個人として褒めることは、中立なフィードバックと比べても、やる気を下げるように機能した。一方、未就学児に対しては、過程を褒める事は個人として褒めるよりも効果的だったが、どちらも中立なフィードバックよりはやる気を上げる効果があった。年少者が褒めからマイナスの影響を受けないのは、仮定としては、行為と失敗の因果関係をそれほど深く理解していないから、あるいは単に大人の言葉を言葉通り素直に受け取っているからと考えられる。